# Martim Correia da Silva (I)
Martim Correia da Silva (?-1582) era filho de Henrique Correia da Silva, 2º senhor da Torre da Murta, irmão de Ambrósio Correia da Silva, 3º senhor da Torre da Murta e sucedeu a Bernardo Corte-Real no lugar de Alcaide de Tavira através do casamento com a filha deste, Maria de Meneses. 
Foi capitão de Diu, Governador de Ceuta entre 1549 e 1550,  Capitão-Mor de Mazagão em 1578 e mais tarde Governador do Algarve entre 1580 e 1582, funções que o seu filho Henrique Correia da Silva e neto Martim Correia da Silva também desempenharam. 
Do seu governo em Tavira existe uma carta enviada pelo município de Tavira à rainha queixando-se de que o alcaide "queria fazer sargento pelo menor prémio que pudesse por a terra ser pobre, que nunca quisera obedecer ao rei nesta parte por trazer o povo vexado."
O seu nome aparece num processo aberto pela Inquisição, na qual foram acusadas de islamismo duas escravas suas de origem granadina.
Foi pai de Henrique Correia da Silva, que lhe sucedeu no lugar de alcaide de Tavira em 1582 . 